# Reduán (río)
El Reduán es un riachuelo de la vertiente norte de Pinar del Río, la provincia más occidental de la isla de Cuba, perteneciente al archipiélago de las Antillas Mayores o Grandes Antillas.
Baja de la sierra de Cajálbana formando un estuario o estero en su desembocadura. Al fondo del estero se encuentra el embarcadero conocido por el mismo nombre. Al riachuelo y embarcadero también se les llama Palma Sola.
- Datos: Q2837642